# Luminita Zaituc
Luminita Zaituc-Zelaskowski (à l'origine, Luminița Zaițuc ; née le 9 octobre 1968 à Bucarest) est une athlète allemande, spécialiste du fond et du marathon. Vivant en Allemagne depuis 1990, elle est devenue citoyenne allemande en 1996.
Elle a remporté le semi-marathon de Berlin en 2005.